# August Otto Ludwig von Grote
August Grote (vollständiger Name August Otto Ludwig Freiherr von Grote; * 3. Juli 1787 in Grabow bei Dannenberg (Elbe); † 5. Mai 1831) war ein deutscher (hannoverscher) Steuer- und Zollbeamter.

## Leben
August Otto Ludwig von Grote war ein Mitglied des Adelsgeschlechtes von Grote und Bruder des Diplomaten und Gesandten Adolph von Grote.
Wahrscheinlich nach einem Studium der Rechts- und Kameralwissenschaft, erscheint Grote schon 1818 als „Drost“ in der königlichen Ober-Kommission zur Einführung des (landesweiten) Steuersystems und wird von der Calenberg-Grubenhagenschen Ritterschaft als Deputierter in den Provinzialständischen Ausschuss gewählt. 1821 ist er bereits Ober-Steuerrat im Ober-Steuer- und Schatz-Kollegium.
1822 war Obersteuerrat Grote Mitglied des „Directions-Committées“ des im Schlosstheater seinerzeit privat geführten Hoftheaters, in dem unter anderem der Schauspieler August Pichler unter Begleitung mehrerer Hofmusiker auftrat. Mitglieder des Komitees unter der Leitung des Oberhofmarschalls Graf Carl Philipp von Hardenberg waren neben Grote: Hofrat Falck, der Senator Carl Ahles sowie der „Oberschenk“ und „Chef“ des Orchesters Georg Wilhelm Friedrich von Platen-Hallermund.
1826 ist er schon Wirklicher Geheimer Rat und aufgerückt zum Direktor der Hannoverschen Kriegskanzlei sowie zum Oberzolldirektor und Mitglied des Landesökonomierats. Als Oberzolldirektor war er Bevollmächtigter bei den Zollvereinsverhandlungen 1828 bis 1831 und Mit-Initiator des Norddeutschen Steuervereins.

## Archivalien
Archivalien von und über August Grote finden sich beispielsweise
- als Bestand unter dem Titel Intendantur des Hoftheaters zu Hannover für die Laufzeit von 1814 bis 1992 im Niedersächsischen Landesarchiv (Standort Hannover); Archivsignatur NLA HA Hann. 132[5]